# 刘永源
刘永源（1913年—1998年），中国人民解放军将领、中国人民解放军开国少将。
曾任第一高级步兵学校副校长。1955年，授予中国人民解放军少将。